# National Assembly of South West Africa
Der National Assembly of South West Africa (NASWA) sollte von 1979 bis zur ersten Wahl für das unabhängigen Namibia 1989 die Volksvertretung von Südwestafrika sein. Es ersetzte formal vor allem den seit 1926 für Weiße zuständige South West African Legislative Assembly, eines der Parlamente in Südwestafrika. Der NASWA diente erstmals allen Volksgruppen des Gebietes. Eine Wahl zu dem Parlament fand nie statt. 
Der Gründung des NASWA vorausgegangen war die Aufstellung einer verfassungsgebenden Versammlung gemäß der Constituent Assembly and Election Proclamation aus dem Jahr 1978. Dieser sollte erstmals am 20. Dezember 1978 in der Turnhalle in Windhoek zusammenkommen. Damit sollte die Turnhallenkonferenz aus dem Jahr 1975 fortgeführt werden und Vorgaben der Resolution 435 des UN-Sicherheitsrates erfüllt werden.
Gesetzliche Grundlage für die Schaffung der Legislative war die National Assembly Proclamation, 1979.

## Rechte und Pflichten
Dem neuen Parlament war es möglich Gesetze zu erlassen und solche Gesetze Südafrikas zu verändern oder außer Kraft zu setzen, die das Territorium betreffen. Es war ausdrücklich nicht erlaubt, den rechtlichen Status von Südwestafrika durch Gesetze zu verändern und damit z. B. für eine staatliche Unabhängigkeit zu stimmen. Zudem durfte das Recht des südafrikanischen Staatspräsidenten zur Proklamation von Gesetzen nicht angegriffen werden. Der National Assembly of South West Africa erhielt das Vorschlags- und Beratungsrecht gegenüber dem Generaladministrator von Südwestafrika.

## Zusammensetzung
Das Parlament bestand aus nicht weniger als 50 und nicht mehr als 65 Abgeordneten. 50 Sitze entfielen auf alle Mitglieder des Constituent Assembly. Zudem konnten die Mitglieder jederzeit bis zu 15 Sitze an Vertreter politischer Organisationen vergeben.